# Ulrike Schwarzenberger
Ulrike Schwarzenberger (* 23. Oktober 1947 in Wien) ist eine österreichische Drehbuchautorin und Filmeditorin.
Sie ist seit Anfang der 1970er Jahre im Film- und Fernsehbereich tätig. Für den Film Tafelspitz wurde sie mit dem Deutschen Filmpreis („Bester Schnitt“) ausgezeichnet.
Ulrike Schwarzenberger war 37 Jahre lang mit dem Kameramann und Regisseur Xaver Schwarzenberger verheiratet, mit dem sie im Rahmen eines Exklusivvertrags mit dem ORF eine Reihe österreichischer Fernsehfilme produzierte. Die Ehe wurde geschieden.

## Filmografie (Auswahl)
- 1973: Ein junger Mann aus dem Innviertel (Schnitt)
- 1975: Komtesse Mizzi (Schnitt)
- 1984: Donauwalzer (Drehbuch/Schnitt)
- 1994: Tafelspitz (Drehbuch/Schnitt)
- 1995: Lovers (Drehbuch/Schnitt)
- 1997: Lamorte (Drehbuch)
- 1998: Single Bells (Drehbuch)
- 1999: Stella di mare – Hilfe, wir erben ein Schiff! (Drehbuch)
- 2000: O Palmenbaum (Drehbuch)
- 2001: Vino Santo – Es lebe die Liebe, es lebe der Wein (Drehbuch)
- 2004: Zuckeroma (Drehbuch)
- 2004: Meine schöne Tochter (Drehbuch)
- 2006: Feine Dame (Drehbuch)
- 2007: Muttis Liebling (Drehbuch)
- 2008: Und ewig schweigen die Männer (Drehbuch)
- 2010: Seine Mutter und ich (Drehbuch)